# 中井悠
中井 悠（なかい ゆう）は、日本のアーティスト、研究者。東京大学大学院総合文化研究科准教授。東京大学副産物ラボ主宰、先進融合（アヴァンギャルド・アート）部会主任。

## 概要
四谷アート・ステュディウムで研究・制作、東京大学大学院で修士号、ニューヨーク大学大学院で博士号を取得。No Collectiveのメンバーとして音楽、ダンス、演劇、お化け屋敷などを世界各地で制作。

## 著作
- Nakai, You (2021). Reminded by the Instruments: David Tudor's Music. Oxford University Press. ISBN 978-0-19-068676-5[2]